# لينوس ساندغرين
لينوس سانديجرن (بالسويدية: Linus Sandgren)‏ (و. 1972 – م) هو مصور سينمائي، من السويد، ولد في ستوكهولم.

## جوائز وترشيحات
حصل على جوائز منها:
- جائزة الأوسكار لأفضل تصوير سينمائي، عن عمل: لا لا لاند.

ترشح لـ:
- جائزة الأوسكار لأفضل تصوير سينمائي، عن عمل: لا لا لاند.

## وصلات خارجية
- لينوس ساندغرين على موقع IMDb (الإنجليزية)
- لينوس ساندغرين على موقع ألو سيني (الفرنسية)
- لينوس ساندغرين على موقع أول موفي (الإنجليزية)
- لينوس ساندغرين على موقع قاعدة بيانات الأفلام السويدية (السويدية)
- لينوس ساندغرين على موقع قاعدة بيانات الفيلم (الإنجليزية)
- لينوس ساندغرين على موقع كينوبويسك (الروسية)